# Reginald Fitzurse

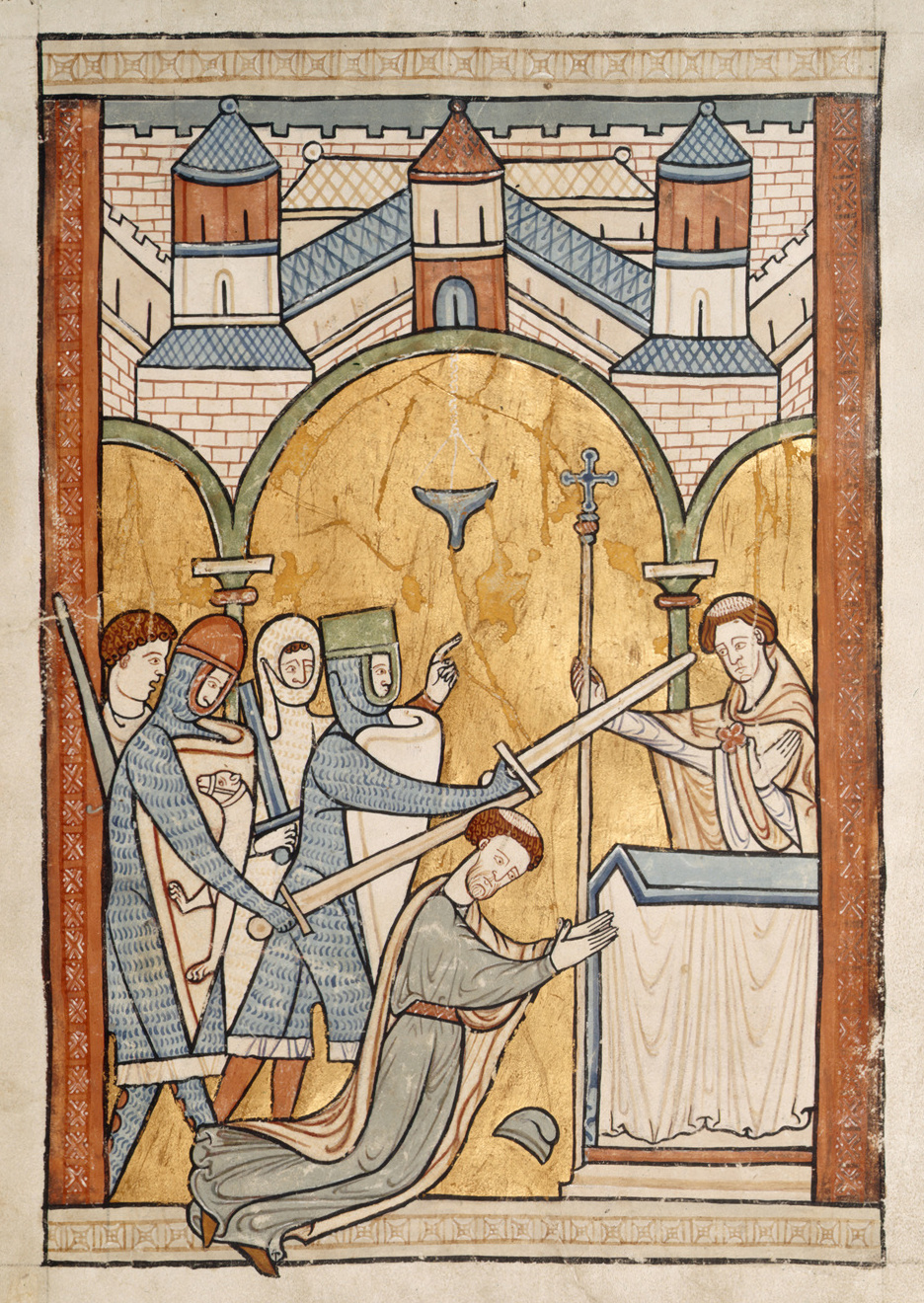
Die Ermordung Beckets in einer Darstellung aus dem 13. Jahrhundert

Reginald Fitzurse (* vermutlich 1145; † nach 1173) war einer der vier Ritter, die im Dezember 1170 Thomas Becket, den Erzbischof von Canterbury, ermordeten. Es ist überliefert, dass Fitzurse den ersten Schwertstreich in Richtung Becket ausführte.

## Leben
Reginald Fitzurse war der älteste Sohn von Richard Fitzurse. Sein Nachname bedeutet Sohn eines Bären. Der Namensteil Fitz ist anglonormannischen Ursprungs. Abgeleitet vom normannischen fiz bedeutet dies zumeist Sohn eines (bedeutsamen) Vaters, seltener auch einer Mutter oder eines Titels eines Elternteils (franz.: fils, lat.: filius). Der Name urse bedeutet Bär (lat. ursus). Sein Wappenschild beinhaltete einen Bären. Fitzurse hatte Besitzungen in Williton, Somerset, in Northamptonshire und in Barham, Kent, zwischen Canterbury und Dover. Er lebte einige Zeit im Barham Court in Teston. Der Name der sich in seinem Besitz befindlichen Stadt Barham lässt sich von Bär (urse in Fitzurse, engl. Bear) ableiten. Reginald Fitzurse war, neben William de Tracy, Hugh de Moreville und Richard le Breton, einer der vier Ritter, die Erzbischof Becket ermordeten. Nach dem Verbrechen drangen sie in den Palast des Erzbischofs ein und plünderten Päpstliche Bullen und Verträge, Gold, Silber, Gewänder, Bücher und kirchliche Gegenstände. Heinrich II. unternahm nichts, um die Ritter festzunehmen; vielmehr riet er ihnen, nach Schottland zu fliehen. Er zog ihre Besitzungen für kurze Zeit ein, die sie nach einer Weile jedoch wieder erhielten. Sie blieben nur kurz in Schottland und kehrten nach Knaresborough in Yorkshire zurück, das Hugh de Moreville, einem der vier Mörder, gehörte.
Papst Alexander III. exkommunizierte Fitzurse und die anderen Mörder am 25. März 1171. Während William de Tracy im September nach Rom aufbrach, wurde die Abreise von Fitzurse verhindert, da er 1173/74 in eine große Rebellion gegen König Heinrich II. verwickelt war. Die Mörder des Erzbischofs erlangten jedoch ihre Audienz beim Papst, der ihnen trotz ihrer Reue auftrug, einige Jahre nach Jerusalem ins Exil zu gehen und dort zu kämpfen. Nach gegebener Zeit sollten sie nach Rom zurückkehren. Über die Geschehnisse danach gibt es keine gesicherten Erkenntnisse. Eine Überlieferung besagt, dass der Papst den Rittern auftrug, sollte einst ihre Pflicht erfüllt sein, die Heiligen Plätze aufzusuchen und dann in den Schwarzen Bergen von Antiochia alleine für den Rest ihres Lebens in Gebet, Andacht und Klage zu leben. Angeblich seien die Leichen der Ritter nach ihrem Tod in Jerusalem vor dem Tor des Tempels beigesetzt worden. Eine andere Überlieferung besagt, dass die toten Ritter nach Brean Down, einer Insel vor Weston-super-Mare, überführt wurden. Eine Legende über Fitzurse besagt, dass er nach Irland zurückkehrte und Gründervater der Familie McMahon wurde.